# Sagsomkostninger
Sagsomkostninger er de omkostninger en part i en retssag har i forbindelse med førelse af sagen. Dette kan f.eks. være et advokatsalær og i civile sager tillige udgifter til godtgørelse til vidner, omkostninger til afholdelse af syn og skøn eller vederlag for erklæringer fra særligt sagkyndige. Reglerne for domstolenes behandling af spørgsmål om sagsomkostninger er behandlet i retsplejelovens kapitel 30. 

## Fritagelse for at betale sagsomkostninger
Såfremt en part ikke kan betale de omkostninger der er forbundet med at føre sagen uden at lide væsentligt økonomisk afsavn, vil parten kunne søge Fri proces hos domstolene eller Civilstyrelsen.
Retten kan desuden bestemme, at den tabende part ikke eller kun delvist skal erstatte modparten de påførte udgifter, hvis særlige grunde taler for det, jf. retsplejelovens § 312, stk. 1. Dette kan være hvis sagen har principiel karakter eller videregående betydning.

## Delvist vundne sager indenfor civilprocessen
Ved delvist vundne sager, hvori ingen af parterne har fået fuldt medhold i deres påstand kan retten pålægge en af parterne at betale delvise sagsomkostninger. 
Indenfor civilprocessen er begrebet behandlet af retsplejelovens § 313, der er sålydende:
§ 313. Når hver af parterne for en del taber og for en del vinder sagen, pålægger retten en af parterne at betale delvise sagsomkostninger til modparten eller bestemmer, at ingen af parterne skal betale sagsomkostninger til modparten.

Stk. 2. Retten kan dog pålægge en af parterne at betale fulde sagsomkostninger til modparten, når modpartens påstand kun i en mindre betydelig grad afviger fra sagens udfald, og afvigelsen ikke har medført særskilte omkostninger.

## Ekstern henvisning
- Domstol.dk – Sagsomkostninger Arkiveret 19. december 2012 hos  Wayback Machine
- Bekendtgørelse af lov om rettens pleje – Sagsomkostninger